# Codi ATC L
Llista de substàncies farmacològiques i medicaments del grup terapèutic L dels codis ATC (Sistema de Classificació Química Anatomicoterapèutica), sobre els «agents antineoplàstics i immunomoduladors»:
L01 Agents antineoplàstics
L01A Agents alquilants
L01A A Anàlegs de la mostassa nitrogenada
L01A B Alquilsulfonats
L01A C Etilenimines
L01A D Nitrosourees
L01A G Epòxids
L01A X Altres agents alquilants
L01B Antimetabòlits
L01B A Anàlegs de l'àcid fòlic
L01B B Anàlegs de les purines
L01B C Anàlegs de les pirimidines
L01C Alcaloides de plantes i altres productes naturals
L01C A Alcaloides de la Vinca i anàlegs
L01C B Derivats de la podofilotoxina
L01C C Derivats de la colquicina
L01C D Taxans
L01D Antibiòtics citotòxics i substàncies relacionades
L01D A Actinomicines
L01D B Antraciclines i substàncies relacionades
L01D C Altres antibiòtics citotòxics
L01X Altres agents antineoplàstics
L01X A Composts del platí
L01X B Metilhidrazines
L01X C Anticossos monoclonals
L01X D Agents usats en teràpia fotodinàmica
L01X X Altres agents antineoplàstics
L01X I Combinacions d'agents antineoplàstics
L02 Teràpia endocrina
L02A Hormones i agents relacionats
L02A A Estrògens
L02A B Progestàgens
L02A E Anàlegs de l'hormona alliberadora de gonadotrofines
L02A X Altres hormones
L02B Antagonistes d'hormones i agents relacionats
L02B A Antiestrògens
L02B B Antiandrògens
L02B G Inhibidors enzimàtics
L03 Immunoestimulants
L03A Citoquines i immunomoduladors
L03A A Factors estimulants de colònies
L03A B Interferones
L03A C Interleucines
L03A X Altres citoquines i immunomoduladores
L04 Agents immunosupressors
L04A Agents immunosupressors
L04A A Agents immunosupressors selectius
L04A X Altres agents immunosupressors